# 高瀬町 (熊本県)
高瀬町（たかせまち）は、熊本県の北部、玉名郡にかつてあった町。

## 歴史
- 1889年4月1日 - 玉名郡高瀬町、秋丸村の一部、永徳寺村、繁根木村の一部が合併し高瀬町が成立。
- 1942年5月20日 - 玉名郡弥富村と合併し、玉名町となる。

## 町長
- 村上一郎